# Tarcisio Bertone
Pour les personnes ayant le même patronyme, voir Bertone.
Tarcisio Bertone, né le 2 décembre 1934 à Romano Canavese dans la province de Turin, au Piémont (Italie), est un prêtre religieux salésien. Archevêque de Verceil en 1991, puis de Gênes en 2003, il est créé cardinal la même année. Du 15 septembre 2006 au 15 octobre 2013, il est cardinal secrétaire d'État du Saint-Siège.

## Biographie

### Prêtre
Tarcisio Pietro Evasio Bertone fait sa profession religieuse chez les salésiens de saint Jean Bosco le 3 décembre 1950 avant d'être ordonné prêtre le 1er juillet 1960.
Il est titulaire d'une licence en théologie et d'un doctorat en droit canon.
Comme prêtre, il enseigne la théologie morale, le droit canon avant de devenir doyen puis recteur de l'université pontificale salésienne.

### Évêque
Nommé archevêque de Verceil le 4 juin 1991, il est consacré le 1er août suivant. Le 13 juin 1995, il est nommé secrétaire de la Congrégation pour la doctrine de la foi où il seconde le cardinal préfet Joseph Ratzinger, futur pape Benoît XVI.
En 2000, il est responsable du dévoilement des secrets de Fatima.
Il devient archevêque de Gênes le 10 décembre 2002, charge qu'il assume jusqu'à son installation comme secrétaire d'État, le 15 septembre 2006.

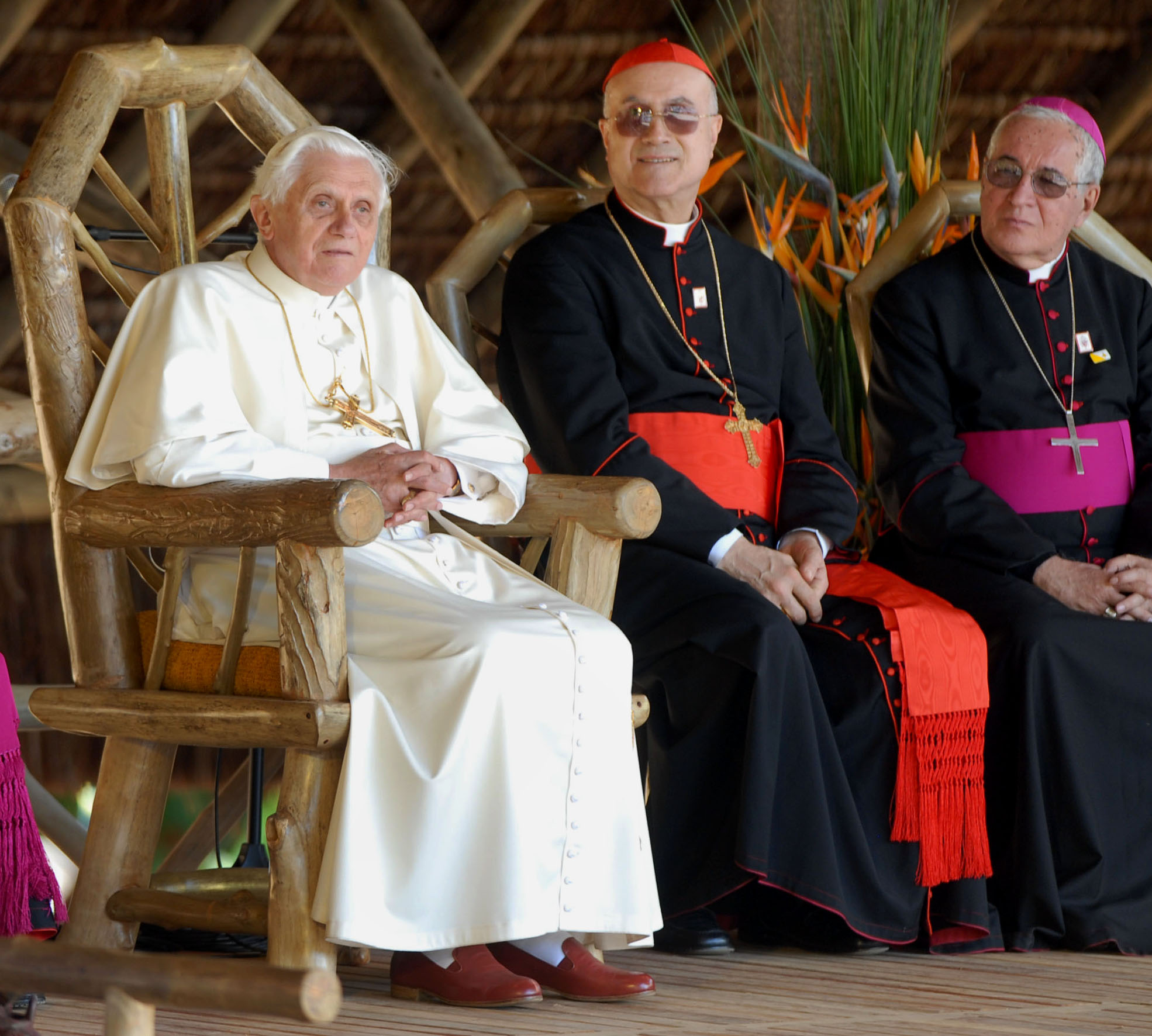
Le cardinal Bertone (centre) au côté de Benoît XVI en mai 2007 lors d'un voyage au Brésil.

Il est créé cardinal par le pape Jean-Paul II lors du consistoire du 21 octobre 2003 avec le titre de cardinal-diacre de Santa Maria Auxiliatrice in via Tuscolana. Il participe au conclave de 2005  qui élit le pape Benoît XVI.
En 2005, il prend la parole contre l'influence exercée par le roman Da Vinci Code : « je suis effaré qu'autant de gens puissent croire ces mensonges. » Il organise une série de conférences-débats intitulées l'Histoire sans histoires pour mettre en évidence à quel point les affirmations du livre sont « honteuses et sans fondement ».

### Secrétaire d'État
Le 15 septembre 2006, Benoît XVI le rappelle à Rome comme secrétaire d'État, l'équivalent d'un Premier ministre du pape. Après avoir été le bras droit du cardinal Ratzinger quand celui-ci était préfet de la Congrégation pour la doctrine de la foi, il devient ainsi le bras droit de Benoît XVI. Il dirige la diplomatie du Saint-Siège et vient directement après le pape dans la hiérarchie du Vatican.
Il exerce la fonction de secrétaire d'État jusqu'à la fin du pontificat de Benoît XVI. Le 16 mars suivant, le pape François le confirme provisoirement dans cette même fonction ainsi que l'ensemble des responsables de la Curie romaine.
Jusqu'en décembre 2009, il est aidé dans sa tâche par un secrétaire particulier français, le père Nicolas Thévenin, membre de la communauté sacerdotale Saint-Martin. Ce dernier est nommé en janvier 2010 protonotaire apostolique participant, la plus haute dignité pour un prélat non-évêque. Depuis décembre 2009, le secrétaire particulier du cardinal est un prêtre italien, Roberto Lucchini.
Dans l'entourage du numéro deux du Saint-Siège, on trouve aussi un autre Français, Dominique Mamberti, secrétaire pour les relations avec les États, ce qui correspond au ministre des Affaires étrangères.

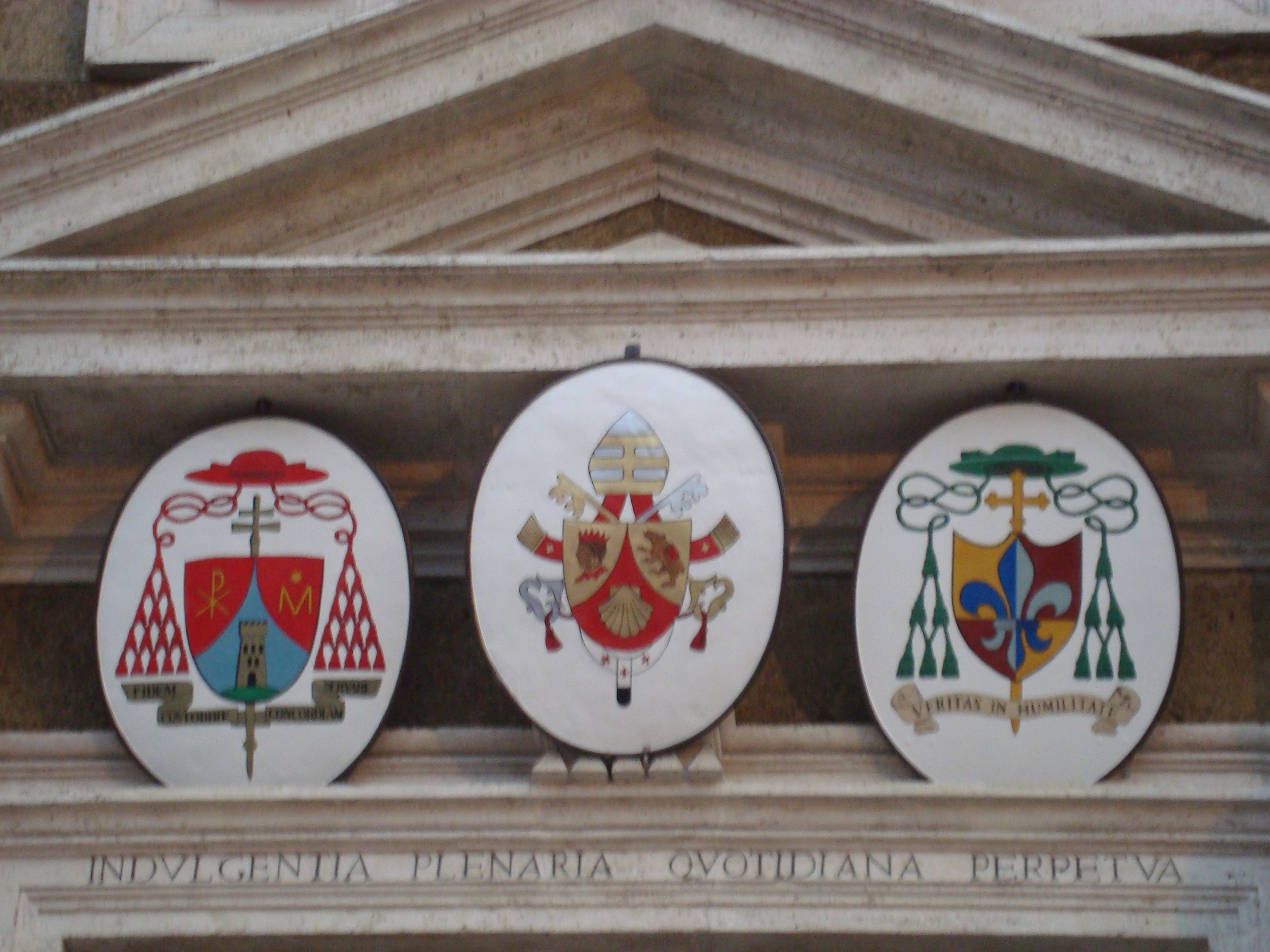
Armes du cardinal-évêque Bertone sur la façade de la cathédrale San Pietro de Frascati.

Au sein de la Curie romaine, il est également, jusqu'à son 80e anniversaire le 2 décembre 2014, membre de la Congrégation pour la doctrine de la foi, de la Congrégation pour le clergé, de la Congrégation pour le culte divin et la discipline des sacrements, de la Congrégation pour les Églises orientales de la Congrégation des évêques et de la Congrégation pour l'évangélisation des peuples.
Il est élevé au rang de cardinal-évêque de Frascati le 10 mai 2008, succédant au cardinal Alfonso López Trujillo.
Il participe au conclave de 2013 qui voit l'élection du pape pape François. Le 31 août 2013, la salle de presse du Saint-Siège annonce que sa démission de son rôle de secrétaire d'État est acceptée par le pape François, il est remplacé à ce poste par l'archevêque Pietro Parolin,. Cette démission prend effet le 15 octobre suivant au cours d'une cérémonie pour installer son successeur et remercier le cardinal Bertone.
Le 28 août 2014, il inaugure dans les jardins du Vatican une statue représentant la Vierge de la Charité del Cobre (du cuivre) qui est vénérée avec ferveur à Cuba et au sanctuaire de laquelle les papes Jean-Paul II et Benoît XVI se sont rendus. Cette cérémonie s'est faite en présence du président de la conférence épiscopale cubaine : Dionisio García Ibáñez, archevêque de Santiago de Cuba, et aussi des ambassadeurs de Cuba auprès du Saint-Siège et auprès de l’État italien.
Il atteint les quatre-vingts ans le 2 décembre 2014, ce qui l'empêche de prendre part aux votes du conclave de 2025 (élection de Léon XIV).

### Camerlingue de la Sainte Église romaine

Armoires du cardinal Tarcisio Bertone, camerlingue, pendant la vacance du Siège apostolique.

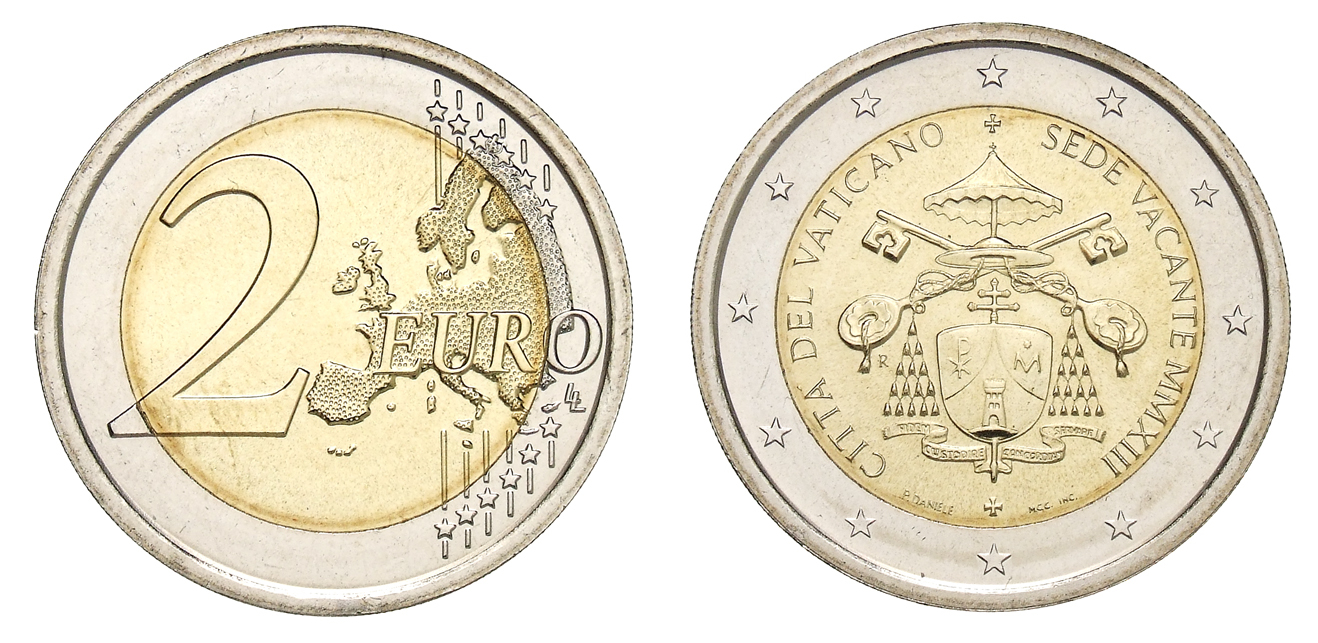
Pièce de 2 euros aux armes du camerlingue Tarcisio Bertone, légendée .SEDE VACANTE MMXIII. (2013).

Benoît XVI le nomme camerlingue de la Sainte Église romaine le 4 avril 2007. À ce titre il est chargé de l'administration du Saint-Siège pendant la vacance du Siège apostolique consécutive à la renonciation de Benoît XVI le 28 février 2013 et jusqu'à l'élection de François à l'issue du conclave qui s'ensuit. Il est remplacé dans cette charge par le cardinal Jean-Louis Tauran, le 20 décembre 2014, quelques jours après son 80e anniversaire.

## Prises de position en tant que secrétaire d'État

### Un programme d'affirmation et de lutte contre la sécularisation
En avril 2007, dans une interview au Figaro Magazine réalisée par Nicolas Diat et Jean Sévillia, le cardinal Bertone évoque la publication du motu proprio de Benoît XVI libéralisant le rite de saint Pie V (il paraîtra sous le titre Summorum Pontificum le 7 juillet). Il y passe en revue les enjeux du pontificat : retrouver la dimension sacrée de la liturgie catholique, améliorer la formation des séminaristes, lutter contre la sécularisation de la société et le relativisme, montrer la compatibilité du dialogue inter-religieux avec l'affirmation de l'identité catholique. Il souligne son refus d'une appréhension de la laïcité qui ferait de la foi un fait purement privé. Interrogé sur les relations du Saint-Siège avec les médias, il les critique avec virulence : « Les messages de l’Église sont soumis à une forme de manipulation et de falsification de la part d’un certain nombre de médias occidentaux. J’observe une fixation de certains journalistes sur les thèmes moraux, comme l’avortement ou les unions homosexuelles, qui sont bien sûr des enjeux très importants, mais qui ne résument absolument pas la pensée et l’œuvre de l'Église. ».
Certains commentateurs, comme Sandro Magister, ont exprimé l'idée que si le cardinal Bertone est un théologien aux idées claires, ses premiers temps à la tête de la Curie ont été marqués par plusieurs gaffes. Sont ainsi cités la gestion des remous provoqués par le discours de Ratisbonne qui coïncidait avec la prise de fonction du cardinal, le choix de Stanislas Wielgus à la tête de l'archidiocèse de Varsovie sans enquête suffisante, la mauvaise gestion de la succession à la présidence de la Conférence épiscopale italienne.

### Relations avec les différents États
Il se montre ouvert à la Turquie, sans être favorable à son entrée dans l'Union européenne.
En février 2008, il visite l'île de Cuba immédiatement après la démission de Fidel Castro, et sera la première personnalité à rencontrer Raúl Castro.
Lors du séisme de 2009 à L'Aquila, le cardinal Bertone préside une messe de funérailles, tenue par autorisation spéciale le jour du Vendredi saint. Il revient à la fin août dans cette ville pour présider la cérémonie traditionnelle du pèlerinage du Pardon de saint Célestin V (Perdonanza Celestiniana). Le président du Conseil italien Silvio Berlusconi devait participer aux cérémonies et rencontrer le cardinal lors d'un dîner, mais il renonce au déplacement, illustrant la brouille croissante entre le gouvernement italien et l'Église,. En effet, les mois précédents les journaux catholiques italiens ont critiqué de plus en plus sévèrement la politique du gouvernement, principalement sur la question de l'immigration. Le conflit connaîtra son paroxysme au moment même de la venue du cardinal à L'Aquila avec la mise en cause calomnieuse de Dino Boffo, directeur de l’Avvenire, dans une affaire de mœurs par son collègue Vittorio Feltri d’Il Giornale, journal de la famille Berlusconi,. Feltri devra finalement se rétracter et sera condamné à 6 mois de suspension par le conseil de l'ordre des journalistes italiens.

### Controverse sur l'homosexualité et la pédophilie

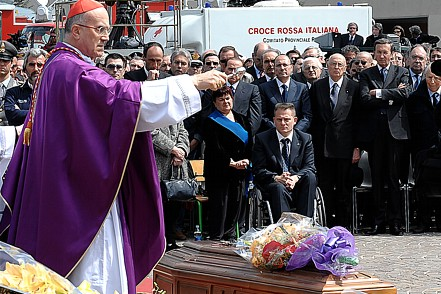
Funérailles nationales pour les victimes du tremblement de terre de L'Aquila.

Tarcisio Bertone est mis en cause par le journal Le Monde du 12 avril 2010 pour des propos controversés et homophobes liant l'homosexualité à la pédophilie. Cette intervention se situe en pleine crise de l'Église catholique romaine, mise en cause directement dans plus de 4 400 affaires de pédophilie ayant fait plus de 11 000 victimes en Europe lors de ces 50 dernières années.
Dans Le Monde du 17 avril 2008, contrairement aux propos de Tarcisio Bertone, le pape Benoît XVI fait la distinction nette entre pédophilie et homosexualité.
La France émet très rapidement une condamnation officielle : « Il s'agit d'un amalgame inacceptable que nous condamnons », a déclaré Bernard Valero, le porte-parole du ministère des Affaires étrangères. « La France rappelle son engagement résolu dans la lutte contre les discriminations et les préjugés liés à l'orientation sexuelle et l'identité de genre », a-t-il ajouté. De nombreuses réactions scandalisées proviennent des associations de défense des droits des gays et des partis politiques de gauche en Italie et en Belgique où le ministre de l'égalité des chances demande une condamnation officielle.
Le 14 avril, le Vatican indique qu'il n'est « pas compétent pour faire des affirmations psychologiques ou médicales », mais publie une déclinaison des « cas récents d'abus sur mineurs de la part de prêtres auxquels a été confrontée la Congrégation pour la doctrine de la foi » portant : « 10 % de cas de pédophilie au sens strict, et 90 % de cas à définir plutôt comme éphébophilie (c'est-à-dire l'attirance envers des adolescents) », ces derniers cas se déclinant en « 60 % concernent un individu du même sexe, et 30 % sont de nature hétérosexuelle »,. Le 21 avril, La Stampa publie l'interview de Richard Fitzgibbons, psychiatre américain spécialisé dans le traitement des prêtres ayant commis des abus sexuels et engagé dans divers organismes catholiques. Il prend la défense du cardinal Bertone, qu'il trouve totalement conformes au John Jay report et à l'expérience clinique. Il ajoute que « tous les prêtres qu'il a traités qui avaient eu des contacts sexuels avec des mineurs avaient été auparavant impliqués dans une relation homosexuelle adulte. ».
Pour éclaircir les choses, plusieurs spécialistes soulignent le flou qui entoure l'emploi du terme de « pédophile », lié au contraste entre son emploi courant et son sens technique. Ils rappellent que « 80 % des prêtres ayant commis des abus sexuels ont agressé des adolescentes postpubères et ne sont pas pédophiles du tout ». Ils soulignent que les problématiques pédophiles concernant des enfants prépubères ne sont pas liées à une orientation sexuelle, laquelle n'est pas, en elle-même, un facteur de risque pour les crimes sexuels. Au contraire, les questions d'opportunité jouent un grand rôle dans le choix des victimes d'agression.

### Polémiques
- Critiqué pour son appartement - Le 22 avril 2014, l'annonce de la prochaine installation du cardinal Bertone dans un appartement de 700 m2 dans le palais Saint Charles, réservé aux dignitaires de l’Église, suscite une polémique. La presse se fait l'écho de la « grosse colère » du pape François, qui a lui-même préféré un appartement de 70 m2 de la résidence Sainte-Marthe à ses appartements pontificaux[30].
- Soupçonné de détournement d'argent - En mai 2014, les journaux annoncent que le cardinal Tarcisio Bertone a fait subir une perte à la banque du Vatican. Il aurait facilité un prêt de 15 millions d’euros des caisses du Vatican à une maison de production télé gérée par l’un de ses amis. Une enquête de la banque du Vatican a été lancée[31].
- Cité dans les scandales de Vatileaks - Il avait déjà été visé par le scandale du Vatileaks pour avoir fait muter abusivement un prélat, qui se plaignait de lui au pape Benoit XVI[32].
- En novembre 2015, le journaliste italien Emiliano Fittipaldi révèle, dans son ouvrage Avarizia, comment 200 000 € de la Fondation de l'Enfant Jésus, destinée à recueillir les dons pour les enfants malades, ont été détournés pour payer une partie des travaux effectués dans le nouveau domicile du cardinal Tarcisio Bertone - un appartement de 700 m2 -[33] ou encore mentionne un déplacement en hélicoptère du cardinal en 2012, facturé 23 800 €[34].

## Succession apostolique
Tarcisio Bertone a ordonné les évêques suivants :
- Cardinal Mauro Piacenza (2003)
- Évêque Luigi Ernesto Palletti (it) (2005)
- Évêque Gianfranco Girotti (it), O.F.M. Conv. (2006)
- Évêque Antoni Stankiewicz (it) (2006)
- Cardinal Raffaele Farina, S.D.B. (2006)
- Évêque Carlo Chenis (it), S.D.B. (2007)
- Archevêque Leo Boccardi (2007)
- Archevêque Vincenzo Bertolone, S.d.P. (2007)
- Archevêque Michele Di Ruberto (it) (2007)
- Évêque Gaetano Galbusera Fumagalli (de), S.D.B. (2007)
- Archevêque Vito Rallo (2007)
- Évêque Gianni Ambrosio (2008)
- Archevêque Luciano Suriani (2008)
- Archevêque Léon Kalenga Badikebele (2008)
- Archevêque Frans Daneels (it), O.Praem. (2008)
- Évêque Juan Ignacio Arrieta Ochoa de Chinchetru (es) (2008)
- Archevêque Miguel Maury Buendía (2008)
- Évêque Paolo De Nicolò (de) (2008)
- Archevêque Bernardito Cleopas Auza (2008)
- Archevêque Piergiuseppe Vacchelli (de) (2008)
- Cardinal Luis Francisco Ladaria Ferrer, S.I. (2008)
- Évêque Ambrogio Spreafico (it) (2008)
- Archevêque Martin Krebs (2008)
- Archevêque Luigi Bianco (2009)
- Archevêque Jan Romeo Pawłowski (2009)
- Archevêque Joseph Spiteri (2009)
- Évêque Mario Toso (it), S.D.B. (2009)
- Évêque Jean Laffitte, Comm. l'Emm. (2009)
- Évêque Giovanni D'Ercole, F.D.P. (2009)
- Archevêque Petar Rajič (2010)
- Archevêque Piero Pioppo (2010)
- Archevêque Novatus Rugambwa (2010)
- Archevêque Eugene Nugent (2010)
- Évêque Valentino Di Cerbo (it) (2010)
- Cardinal Joseph William Tobin (2010)
- Archevêque Giorgio Lingua (2010)
- Évêque Ignacio Carrasco de Paula (es) (2010)
- Évêque Enrico dal Covolo (it), S.D.B. (2010)
- Évêque Mauro Maria Morfino (it), S.D.B. (2011)
- Évêque Jan Vokál (it) (2011)
- Évêque Giuseppe Sciacca (it) (2011)
- Évêque Barthélemy Adoukonou (2011)
- Évêque Francesco Cavina (it) (2012)
- Archevêque Julio Murat (2012)
- Archevêque Luciano Russo (2012)
- Évêque Edoardo Aldo Cerrato (it), C.O. (2012)
- Archevêque Guido Pozzo (2012)
- Archevêque Ettore Balestrero (2013)
- Archevêque Michael Banach (2013)
- Archevêque Brian Udaigwe (2013)
- Archevêque José Rodríguez Carballo, O.F.M. (2013)

## Distinctions
- Grand-croix de l'ordre de Sant'Iago de l'Épée (11 mai 2010)
- Collier de l'ordre de l'Étoile de Roumanie (décret du 26 août 2008 du Premier ministre Călin Popescu-Tăriceanu[36])
- Chevalier grand-croix de l'ordre du Mérite de la République italienne‎ (26 juin 2006[37])
- Citoyen honoraire de la commune d'Introd ( Vallée d'Aoste) depuis le 10 août 2013[38].

## Sources
1. ↑  Tarcisio Bertone, un pape par intérim, Le Monde, 1er mars 2013.
2. 1 2  « Le cardinal Bertone intronisé par Benoît XVI », article de La Croix.
3. ↑  (en) "Church fights Da Vinci Code novel", sur le site de BBC News.
4. ↑  « LE SAINT-PERE CONFIRME PROVISOIREMENT LES CHEFS ET LES MEMBRES DES DICASTERES DE LA CURIE ROMAINE » sur le site Le Suisse Rom@ain, 16 mars 2013.
5. ↑  The fall of the vicepope, NYBooks, 16 juin 2014.
6. ↑  « Mgr Pietro Parolin, nouveau secrétaire d'Etat », sur News.va, 31 août 2013.
7. ↑  à laquelle celui-ci n'est pas présent en raison d'une opération chirurgicale.
8. ↑  AFP, Le Point, « Le Vatican a un nouveau secrétaire d'Etat, Pietro Parolin », sur lepoint.fr, 15 octobre 2013 (consulté le 23 février 2014).
9. ↑  Radio Vatican, « Une statue de la Vierge de la charité de Cuba au Vatican », sur news.va, 28 août 2014 (consulté le 30 août 2014).
10. ↑  « Bertone : Foi et raison ne s'opposent pas ».
11. ↑  Sandro Magister, Voici un secrétaire d'état parfait. Mais c'était il y a cent ans, Chiesa, L'Espresso.
12. ↑  Sandro Magister, Tarcisio Bertone, le cardinal qui devait aider le pape, Chiesa, L'Espresso.
13. ↑  (fr) http://www.chretiente.info/spip.php?page=actu&id_syndic_article=7810
14. ↑  « La brouille s'aggrave entre Berlusconi et l'Église de Rome ».
15. ↑  « Silvio Berlusconi ne rencontrera pas le cardinal Bertone à l'Aquila ».
16. ↑  « Le Vatican et Berlusconi, c'est fini », Slate.
17. ↑  Hugues Portelli, « Berlusconi et les catholiques italiens, les raisons du conflit ».
18. ↑  (it) Feltri ci ripensa: Boffo va ammirato.
19. ↑  https://www.lemonde.fr/societe/article/2010/04/12/le-numero-deux-du-vatican-lie-pedophilie-et-homosexualite_1332571_3224.html, consulté le 12 avril 2010.
20. ↑  https://www.lemonde.fr/web/recherche_breve/1,13-0,37-1117554,0.html, consulté le 12 avril 2010.
21. ↑  Stéphanie Le Bars, « Le pape exprime sa "honte" à propos des prêtres pédophiles », Le Monde,‎ 16 avril 2008 (lire en ligne).
22. ↑  Paris dénonce l'« amalgame inacceptable » du numéro deux du Vatican.
23. ↑  Le no 2 du Vatican lie pédophilie et homosexualité: l'Italie choquée, consulté le 19 avril 2010.
24. ↑  Lien homosexualité-pédophilie: PS, MR, Ecolo et cdH s'indignent, consulté le 19 avril 2010.
25. ↑  Polémique - Pédophilie et homosexualité : la surprenante mise au point du Vatican.
26. ↑  Le Vatican prend ses distances avec les propos d'un prélat associant pédophilie et homosexualité.
27. ↑  (it) Uno psichiatra per Bertone.
28. 1 2  (en) Thomas Plante, What we know about Homosexuals and the Catholic Clergy Sexual Abuse Crisis, Psychology Today.
29. ↑  Jacques Arènes : «La pédophilie n’est pas d’abord une question d’homosexualité ou d’hétérosexualité».
30. ↑  «Grosse colère» du Pape contre le cardinal Bertone et son appartement de 700 m2, Le Figaro, 22 avril 2014.
31. ↑  « L’affaire Bertone entraîne une perte nette pour la « banque du Vatican » », sur La Croix, 21 mai 14 (consulté le 2 septembre 2014).
32. ↑  « L'ex-numéro 2 du Vatican soupçonné de détournement d'argent », sur France Info, 20 mai 2014 (consulté le 2 septembre 2014).
33. ↑  (it) Alberto Custodero, « L'attico del cardinale Bertone al centro di Vatileaks: "Pagato con i soldi dei bimbi malati" », La Reppublica,‎ 4 novembre 2015 (lire en ligne).
34. ↑  Patricia Labarre, « Vatileaks: l’argent destiné aux pauvres finance les dépenses excessives des cardinaux », Le Soir,‎ 4 novembre 2015 (lire en ligne).
35. ↑  (en) David M. Cheney, « Tarcisio Pietro Evasio Cardinal Bertone, S.D.B. », sur catholic-hierarchy.org
36. ↑  (ro) Călin Popescu-Tăriceanu, « DECRET   Nr. 861 din 26 august 2008 », sur legex.ro (consulté le 19 août 2016).
37. ↑  Titulaire de la décoration consulté le 04/11/2013 sur quirinale.it.
38. ↑  ANSA Vallée d'Aoste.